# Martin Buber
Martin Buber (tyska: [ˈmaʁtiːn̩ ˈbuːbɐ]
 ( lyssna); Hebreiska: מרטין בובר, Jiddisch: מארטין בובער), född 8 februari 1878 i Wien, död 13 juni 1965 i Jerusalem, var en judisk professor i religionsvetenskap och socialfilosofi, först i Tyskland och sedan i Israel. Hans mest kända verk är Jag och Du (1923), där han formulerar grunderna i sin relationistiska filosofi. I centrum står hans uppfattning att människans värld har två grundläggande dimensioner, jag–du-relationen och jag–det-relationen. Denna filosofi utvecklar han sedan i flera verk, bland annat Dialogens väsen (1923) och Människans väsen (1948).

## Biografi och karriär

### Uppväxt och ungdomsstudier
Martin Buber föddes som Mordechai (מָרְדֳּכַי) Buber den 8 februari 1878 i Wien i en judisk familj. Hans farfar, Solomon Buber, i vars hem i Lemberg (idag Lviv, Ukraina) Buber tillbringade stor del av sin barndom, arbetade som en välrenommerad forskare inom fälten för midrash och den rabbinska litteraturen. I hemmet talades jiddisch och tyska. Dessutom lärde han sig hebreiska och franska under barndomen och polska i högstadiet. Studierna bedrevs i Wien, Leipzig, Berlin och Zürich. Under ungdomsåren gick han också med i den sionistiska rörelsen, dock mer av religiösa och kulturella skäl än av politiska.
1892 återvände Buber till sin faders hus i Lemberg. En personlig andlig kris ledde honom till ett avbrott med de judiska traditionerna, han började istället läsa Immanuel Kant, Søren Kierkegaard och Friedrich Nietzche. Särskilt de senaste två inspirerade honom till filosofiska studier. 1896 reste Buber till Wien för studier (filosofi, konsthistoria, tyska studier och filologi). 1898 gick han med i den sionistiska rörelsen och deltog i kongresser och organiserad verksamhet. 1899, under tiden han studerade i Zurich, träffade Buber sin blivande fru Paula Winkler (en icke-judisk författare som senare konverterade till judendomen).

### Karriären i Tyskland (fram till 1938)
1902 blev Buber redaktör för veckotidningen Die Welt, sionisternas centrala organ. Året därefter blev han involverad i den chassidistiska rörelsen, som han beundrade för dess sätt att realisera tron i vardagslivet. I kontrast till den upptagna sionistiska organisationen, som ständigt bekymrade sig om politik, fokuserade chassidismen på de värden som Buber under lång tid verkat för. 1904 drog han ned på den sionistiska verksamheten för att ägna sig åt studier och författarskap. Han lät senare samma år publicera uppsatsen Beiträge zur Geschichte des Individuationsproblems (om Jakob Böhme och Nicolaus Cusanus). 1906 gav han ut Die Geschichten des rabbi Nachman, en samling berättelser om och av Nachman av Breslov, en välkänd chassidistisk rabbin som Buber tolkade och återberättade på ett neo-chassidistiskt sätt. Två år senare gav han ut Die Legende des Baalschem (berättelser om Baal Shem Tov, chassidismens grundare).
Mellan 1910 och 1914 studerade han chassidismens myter och publicerade också flera verk i ämnet. 1916 flyttade han från Berlin till Heppenheim. Under första världskriget var han medgrundare till Jewish National Commission för att på så sätt förbättra förhållandena för Östeuropas judar. Det var under den perioden han blev redaktör för Der Jude, som utkom en gång i månaden fram till 1924.
Under 1921 påbörjade Buber sin nära relation till Franz Rosenzweig. En relation som bland annat fick till följd att de följande år arbetade tillsammans i Rosenzweigs skola för judisk vuxenutbildning, känd i Tyskland som Lehrhaus. 1923 publicerade han sitt mest kända verk, Ich und Du (på svenska Jag och Du), ett verk som räknas till filosofins klassiker. De båda filosoferna började också, från 1925, att översätta de hebreiska bibeltexterna till tyska. Själv kallade Buber översättningen för Verdeutschung (”tyskifiering”), eftersom den inte alltid använde sig av litterärt tysk språk utan snarare försökte finna nya dynamiska översättningar för att möta upp mot det blommande hebreiska originalet. Mellan 1926 och 1928 arbetade Buber med kvartalsskriften Die Kreatur.
Samtidigt undervisade han, från 1924 till 1933, i judisk religionsfilosofi vid universitet i Frankfurt. 1930 blev han hedersprofessor. Han avgick dock omedelbart i protest från sin tjänst sedan Adolf Hitler tagit makten 1933. Den 4 oktober samma år förbjöd nazisterna honom att undervisa. 1935 uteslöts han också från Reichsschrifttumskammer. Då grundade han Central Office for Jewish Adult Education, vilket växte i betydelse genom att tyska regeringen förbjöd judar att delta i allmän undervisning. En organisation som nazisterna också effektivt lyckades motarbeta.

### Engagemang och karriär i Jerusalem
Trots dessa hårda tider bodde han kvar i Tyskland, ända till 1938, då han lyckades ta sig till Jerusalem och påbörja ett arbete vid stadens hebreiska universitet. Under åren i Jerusalem engagerade han sig för ökad förståelse mellan israeler och araber. Han blev också medlem i Ichud, en grupp vars mål var en binationell stat för judar och araber i Brittiska Palestinamandatet. En sådan binationell konfederation sågs av Buber som en mer passande uppfyllelse av sionismen än en suverän judisk stat. Han emottog också en professur vid hebreiska universitetet, där han undervisade i antropologi och introducerande sociologi.

### Efter andra världskriget

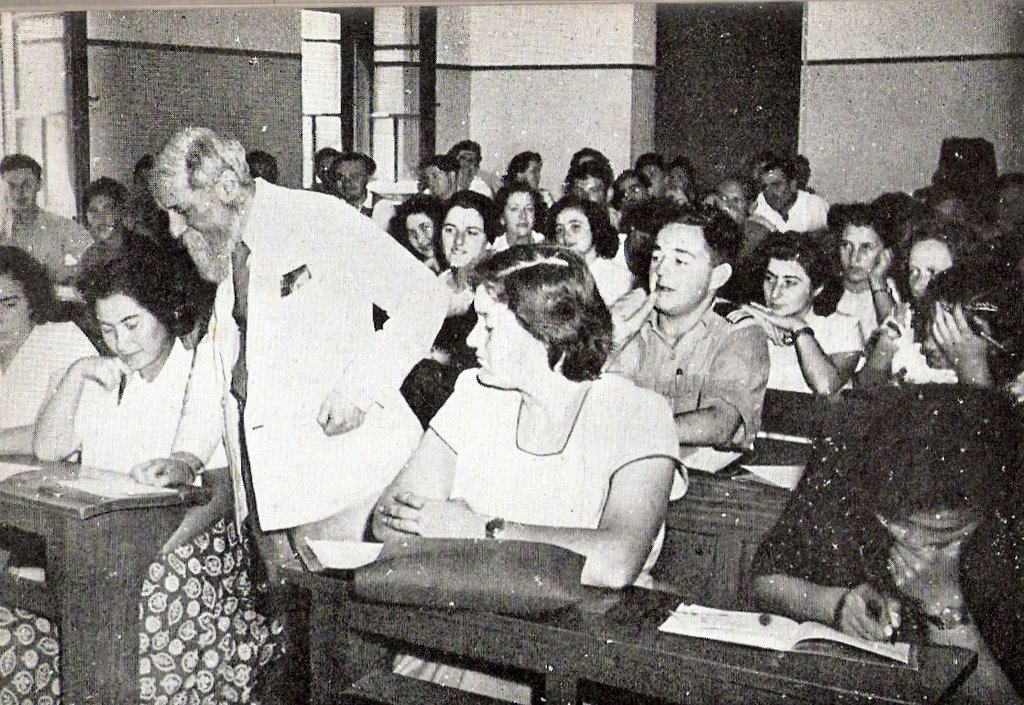
Martin Buber med studenter.

Efter andra världskriget slut började han att turnera med sina föreläsningar i USA och Europa. Nästa stora verk var Pfade in Utopia (1950), där han delade med sig av sina socialistiska åskådningar och hans teorier om ”dialektisk gemenskap” grundad på ”dialektiska relationer”. 1951 mottog han Hansischer Goethe-Preis och 1953 fick han det tyska boksällskapets fredspris. 1958 dog hans fru Paula och samma år vann han Israel Prize. 1963 vann han Erasmuspriset i Amsterdam. Den 13 juni 1965 avled Buber i sitt hem i Talbiyeh-kvarteren i Jerusalem. Fram till dess hade han goda kontakter med gamla vänner från Prag såsom filosofen Felix Weltsch, som ledde veckobladet Selbstwehr i Prag, men även Max Brod och Hugo Bergman.

## Jag och Du
För att till fullo kunna förstå innebörden av Jag och Du och Jag och Det, måste vi anta axiomet att världen är tvåfaldig i sin hållning. Finns det ett jag måste det finnas ett Du, finns det gott måste det finnas ont och så vidare. Världen är så att säga tvåfaldig. Världen är tvåfaldig för människan eftersom människan har en tvåfaldig hållning. Människan kan, enligt Buber, utifrån sin tvåfaldiga hållning uttala två grundord. Grundorden utgör förutsättningen för hela vår världsbild och perception. Grundordet är inte enstaka ord utan ordpar.
Det ena grundordet är ordparet Jag – Du. Det andra grundordet är ordparet Jag – Det. Det kan även bytas ut mot Han eller Hon utan att innebörden i grundordet ändras.
Jaget i de båda grundorden ser väldigt olika ut beroende på vilket grundord man uttalar.
Det finns inget Jag för sig utan endast i relation till antingen Du, Det, Han eller Hon.
När en människa säger Jag menar hon något av Jaget i någon av grundorden.
Buber menar till och med att:
”den som uttalar ett grundord träder in i ordet och är däri.” (Jag och Du s. 8)
I det autentiska mötet ”Jag” och ”Du” är den andre inte ett objekt för min erfarenhet. Han är ett subjekt som deltar i att skapa mitt ”Jag”, liksom jag deltar i att skapa detta ”Du”.
Här bör man betona betydelsen av erfarenheten.
Erfarenheten, enligt Buber, för icke världen till människan. Den för henne endast till en värld som består av Det, Honom och Henne.
Genom att vi erfar världen har vi redan i erfarenheten tagit ett steg bakåt, allt för att kunna titta på världen. Dock angår vi i det ögonblicket inte världen eftersom världen inte har någon del i erfarenheten. Världen låter sig erfaras men den påverkas inte.
På samma vis kan vi erfara våra medmänniskor.
Vi kan ta ut färgen på vår väns hår, hennes längd och vikt. Vi kan även erfara vår käras godhet och ärlighet.
Detta är att erfara en annan människa. I samma stund som jag dissekerar min vän och plockar ut egenskaper i densamme betraktar jag henne som ett Det. Den personen blir för mig inget annat än ett ting i min värld som jag kan lära känna och begagna.
Står jag inför ett Du och säger grundordet Du till henne, så är hon inte ett ting bland alla andra. Hon är inte en punkt intecknad i rummets och tidens nät.
Den människa till vilken jag säger Du kan inte vara för mig en erfarenhet. I det att jag säger Du träder jag in i en relation. En relation som kännetecknas av att Jag möter Du och Du möter Jag. De möts på sin vandring och i mötet upphör all erfarenhet.
- Vad lär man alltså känna av Duet?
- Ingenting alls. Ty man kan inte lära känna det.
- Vad vet man alltså om Duet?
- Bara allt. Ty man vet inte längre något enskilt om det.
(Jag och Du s. 17)
Man kan alltså inte plocka isär och erfara Duet, men samtidigt kan jag veta allt om det. Mötet leder till relationen. Relationen är omedelbar. Omedelbar som i förutsättningslöst, öppensinnligt och totalt fördomsfritt. Mellan Jag och Du finns ingen förkunskap och ingen fantasi. Detta kan endast ske då man kastar sig ur isoleringen och in i helheten. Endast där varje medel fallit bort sker mötet. Det sanna mötet kan alltså närmast liknas vid en symbios även om detta är en alltför grov förenkling. Jag och Du träder in i en sfär där Kosmos, Eros och Logos sammanfaller och utgör rummet för mötet. Ett tidlöst rum som inte har några anspråk på den andre över huvud taget. Det farligaste med att tänka sig en symbios är just att den bilden tenderar till att upplösa Jaget och för all del även Duet. Detta är inte vad Buber menar utan han menar att Jaget som person med allt vad det innebär fortsätter att existera med sin integritet och mått av privat sfär. I viss mån sönderfaller visserligen jaget i Jag och Du, men det uppstår inte en sammanfogning av de två. Istället föregår sönderfallet jagupplevelsen. Det är endast i mötet med den andre som jag kan uppleva grundordet Jag i min relation till Du. Då mötet ägt rum träder relationen in i bilden. Relationen förutsätter distans och vice versa. Nästa stycke behandlar begreppen distans och relation i syfte att utröna definition och mening med de båda i denna filosofiska kontext.

## Det mellanmänskliga
Det sociala är icke att förväxla med det mellanmänskliga. Författaren talar om situationer i sitt liv där man varit social med människor men egentligen aldrig sedd. Ta exemplet då du marscherar i ett demonstrationståg tillsammans med två kamrater. Ni har en slags social samvaro då ni vandrar i tåget tillsammans med hundratals andra. Relationen mellan dig och dina två kamrater är på intet sätt jämförbar med ”relationen” till de övriga i tåget. Plötsligt passerar ni ett kafé. På tröskeln till Kaféet står en god vän som du fikade med bara för några dagar sedan. Genast lyfts du som person ur skaran av människor och in i ett rum där du och den andre existerar på ett plan som i sin tur icke är jämförbart med varken tåget eller dina två kamrater. Båda blir medveten om den andre och därför förhåller sig så till honom att han icke behandlar den andre som ett objekt, utan som en partner i ett livsskeende. Den avgörande skillnaden ligger alltså i att inte vara objekt för varandra.
Problematiken på det mellanmänskligas område har sin grund i skillnaden mellan det som är och det som synes vara. Att människor ofta finner det angeläget att bekymra sig om vad de gör för intryck på andra är välkänt. Vi måste göra åtskillnad mellan två olika ”människotyper”. Den ena lever utifrån sitt väsen, att låta sitt liv bestämmas av vad man är. Den andra lever utifrån bilden, att låta sitt liv bestämmas huruvida man vill göra intryck av att vara. Det är på äktheten i det mellanmänskliga det kommer an. Äktheten ligger i att inget spel pågår mellan parterna. Att otvunget och förbehållslöst kunna samtala med varandra. Buber säger att människans själ måste börja gå upprätt. I tidernas begynnelse var vår överlevnad beroende av att vi kunde gå upprätt. Likadant är det med den ”upprättgående” själen –den självklara uppriktigheten, som inte längre anfäktas av något sken, därför att den besegrat all benägenhet för illusionsmakeri och förställning.
Det mesta av vad som i våra dagar kallas samtal borde snarare betecknas som prat. Vanligtvis talar folk inte till varandra och med varandra. Var och en är visserligen vänd mot den andre, men riktar sig till en fiktiv instans, som inte är närvarande på annat sätt än som åhörare. Den främsta förutsättningen för ett äkta samtal är att var och en inför sin samtalspartner verkligen menar just denna andra människa. Kanske måste jag gentemot den andras åsikt då och då bestämt hävda min egen; om någon slags uppluckring av övertygelser är det inte frågan om.

### Att bli medveten om en annan människa sådan hon är
En människa är i grund och botten inte fattbar om man inte förstår henne utifrån den människosläktets gåva som heter ande. Den andliga realiteten som på ett avgörande sätt bestämmer detta levande väsens person att vara. förståelsen är möjlig först då jag träder i omedelbar och okonstlad relation till den andre. Detta, att förnimma en medmänniska som en helhet, som något unikt, motarbetas av nästan alla ”moderna tänkesätt”.
Det finns två fundamentalt olika sätt att inverka på människor.
Påtvinga eller frigöra.
Propagandisten vill påtvinga, medan pedagogen vill frigöra.
Propagandisten angår över huvud taget inte den människa, han vill inverka på, som person. Personliga egenskaper tillmäts vikt enbart i de fall de är nödvändiga att känna till för att besegra den andre eller på annat sätt utnyttjas. Det gäller att vinna stöd bland flest anhängare.
Pedagogen lever i en värld av individer. Han ser varje individ som bärare av ett speciellt uppdrag i tillvaron, fullföljbart genom just den människan, och endast genom henne.
Det är pedagogens uppgift att finna de inneboende krafterna i individen och ledd vid handen finna det som hon är ämnad för. Pedagogen känner till att utnyttja dessa krafter både i sig själv som i den andre. Han är heller inte rädd för att förlita sig på dem.
Propagandisten, däremot, tror inte ens själv på sin sak. Han tilltror den inte att ha verkan av egen kraft – utan bistånd av hans metoder, vilka är av typ högtalare och ljusreklam.
Det återstår för klarhetens skull sammanfatta kännetecken på det äkta samtalet.
För att ett äkta samtal skall kunna komma till stånd måste var och en som deltar däri bidra med sig själv. Det innebär att han måste vara beredd på att yttra vadhelst som faller honom in om det dryftade ämnet. Att vara oförbehållsam är raka motsatsen till att bara aningslöst prata på. Allt kommer an på legitimiteten i ”detta som jag har att säga”.
Den som inom sig behärskas av tanken på den verkan han som talare kan komma att utöva genom det han står i begrepp att säga, ödelägger det äkta samtalet.
När man vänder sig till varandra i sanning, oförbehållsamt och fri från vilja till sken. 
Först då kan det äkta samtalet äga rum.

## Dialogens väsen
Boken Dialogens väsen  bör enligt Buber själv ses som ett komplement till livsverket Jag och Du.
Boken behandlar dialogens väsen och dess förutsättningar.
Precis som relationerna och mötena jag – du så har vi inte riktigt koll på vad en dialog är för något.
Dialogen är givetvis förutsättningen för det äkta mötet.
För att sätta nivån på argumentationen talar Buber om för oss att pratet inte på något sätt utgör ett samtal. Här är det större krafter som verkar än bara det verbala ordet.
Vi människor har olika sätt på oss att närma oss varandra.
- Iakttagaren
- Betraktaren
- Bli delaktig

Att bli delaktig är det egentliga verkliga alternativet om man vill möta människor.
Iakttagaren är spänd på den andre. Iakttagaren noterar och genomsöker och letar igenom den andre. Han strävar efter att vinnlägga sig så många ”drag” som möjligt.
Betraktaren intar den attityd som tillåter honom att se den andre i frihet. Han inväntar vad som måste ske. För betraktaren är helheten det viktigaste. Då iakttagaren kör hem gräset som grönfoder vänder betraktaren det för att det skall kunna ligga i solen.
Att bli delaktig i mötet är det enda sättet vi kan möta den andre på. Gränserna för dialogens möjligheter är desamma som delaktighetens.
Buber menar att leva är att bli tilltalad. Det enda vi behöver göra som människor är att svara på livet. Livet finns alltid där men problemet är att vi inte alltid är där eller att vi inte förstår att vi skall svara helt enkelt.
Dock är det inte så konstigt i vårt samhälle att vi inte svarar menar Buber. Då vi sätter tillit till vetenskapen sätter vi livets tilltal ur spel.
”Hela vår vetenskap försäkrar oss: ”Var lugn, allt sker just så som det måste ske. Till dig är ingenting riktat, det är bara världen. Du kan uppleva den som du behagar, vad du än i och med det månde påbörja inom dig själv utgår det från dig allena. Det krävs inget av dig. Du är inte tilltalad, allt är tyst”.” (Dialogens väsen s.35)
Då jag ger mitt svar tar jag mitt an-svar.
Vidare menar Buber att ”den som vill tala med människorna utan att tala med Gud, hans ord går icke i fullbordan; men den som vill tala med Gud, utan att tala med människorna, hans ord far vilse.”
Det finns tre sorters dialog.
•	Den äkta
•	Den tekniska
•	Den till dialog förklädda monologen
Buber hävdar att den kärlek som inte består av att gå-ut-till-den-andre eller av att nå-fram-till-den-andre, är kärlek som förblir hos sig själv. Det är den kärleken som kallas Lucifer.

## Distans och relation
Essän behandlar något så ontologiskt fundamentalt som ”människovarats princip”. Buber talar om två sorters rörelser i tillvaron, rörelser som gör oss mänskliga och avskiljer oss ifrån djuren. Dessa riktningar kallar han på originalspråket för ”Urdistanz” och ”In-Beziehung-treten”. Det första talar om en grundläggande ur-särskiljning mellan tillvaron och tingen i tillvaron, inklusive urskiljandet av sig själv, jaget. Den andra termen syftar på att gå in i en förbindelse, att träda in i en relationssituation. Svåröversatt som det är nöjer vi oss i fortsättningen med att reducera ner och kalla dessa mänskliga krafter för distans och relation.
Buber förklarar människans säregna position i naturen med att vi är den enda varelsen som har förmågan att distansera oss själva och ting ifrån livsrummet och därmed börja skapa och ordna upp en ”värld”. Djuren däremot saknar denna förmåga och är ”instängda” i sin varseblivning. När vi sedan har skapat denna värld har vi en förutsättning för relationsrörelsen, det vill säga förmågan att träda in i en relation med något vi skilt ut. Buber talar utifrån det om två typer av relationer man kan ingå. Det ena är med tingen och det andra med människor, ett du.
Så här kan en distans-relation se ut gentemot tingen: I det ögonblick vi har funnit ett användbart eller meningsfullt objekt som vi skiljer ut ur tillvaron, till exempel en yxa, så tillskriver vi den funktion eller egenskap så kvarstår, (till skillnad från djuren). Nu är vi redo att ingå i relation med den, genom användning, symbolik, rista in vårt namn på den etc. Ett belysande exempel i boken påvisar att det finns några folkslag på jorden som inte har namngivit färger. Med andra ord så har inte färger skilts ut ifrån livsrummet och därmed kan ingen relation ingås med dessa. Ingen mening existerar i dessa människors värld kring färg och begreppet färg.
Mer komplicerat är förhållningen till människorna runt omkring oss. Buber talar om bekräftelse som ett av de mest grundläggande mänskliga behoven och detta kan endast ske när vi s.a.s. skilt ut ett du och träder in i en relation med denne. En fullkomlig relation mellan ett jag och ett du, säger Buber, kan först ske när jaget har uppmärksammat och accepterat ett du och när ett du har intagit ett jag. ”Människorna räcker varandra Jag-tillvarons himmelska bröd” (s.41) Det som vidare särpräglar och upphöjer människovarat i naturen är förmågan till språk, inte bara som anrop, utan som tilltal. Människornas språk, till skillnad från djurens, är starkt symbolbärande och varje ord fyller samma viktiga tillskrivna funktion som exempelvis yxan vi tidigare nämnt. Med hjälp av språket kan vi erkänna och bekräfta varandra och fullkomna det mänskliga varat.
”Människan har sedan urminnes tider vetat att hon själv är den största gåtan, men samtidigt drar hon sig för att ge sig i kast med den, påpekar Buber. Att sysselsätta sig med sitt eget väsens problematik blir snart en övermäktig uppgift och man ägnar sig då hellre åt vad som helst annat mellan himmel och jord, än just människan. Eller så begränsar man sig till någon aspekt, exempelvis människans kroppsfunktioner, hennes biologiska härstamning, hennes sociala beteenden, hennes språk och andra former av kommunikation eller olika psykologiska funktioner, som egoism, fantasi, emotioner, humor, uppriktighet och lögnaktighet. De ”stora” frågorna drar man sig för: människans särställning i kosmos, hennes förhållande till ödet, till tingens värld, hennes förståelse för medmänniskor, hennes existens som en varelse som vet att hon måste dö. Men skall man behandla hela människan, människan som helhet, då hör även frågor som dessa till saken.” (Pehr Sällström)
Citatet ovan visar på Bubers ansats i sin filosofi och påvisar också betydelsen av Bubers tankar inom socialpsykologin. Utan en kontext, ett ”större” sammanhang, ja, t.o.m. ett transcendent sammanhang så blir kunskapen om oss själva och varandra troligen snedvridet om inte felaktigt. Det är knappast förnuftet som särskiljer oss ifrån djuren i och med att man kan argumentera för en viss intelligens och ”förnuft” i beteendet hos vissa djurarter. Snarare är det som Buber säger förmågan att kunna skapa en värld, förmågan att kunna urskilja sig själv, ting och andra och sedan reflektera och gå in i relationer med dessa som är unikt mänskligt. Härav måste man ställa sig frågan om det är tillräckligt att tillskriva sådana komplicerade, existentiella förmågor ett intellekt eller en biobaserad kognitiv handling? Det verkar som om en mötet mellan människor och människors världar kräver en större begreppsapparat för att riktigt kunna beskrivas. Här föreslår Buber och många andra begreppet ande. En djupare del av själslivet som möjliggör sammankoppling människor emellan och ytterst sett en transcendent koppling till bortom ”vår värld”.

## Logos
Buber börjar med att fastställa ett axiom som vi måste bära med oss genom resan för att vi skall kunna få en fullgod förståelse av vad han menar.
Med briljant logik säger Buber att om vi utgår från det liv som var och en av oss lever kan man utifrån det urskilja tre olika språkliga kategorier.
Dessa är språkets nuvarande förekomst, dess potentiella omfattning och dess omedelbara uttryck. Med nuvarande förekomst menar man allt det som kan sägas inom ett språkområde under tid, sett utifrån den omedelbare talaren, som kan säga allt det han har att säga.
”Hemvisten” för denna språkets förekomst är följaktligen den gemenskap som utgörs av alla som talar inom dessa ramar. Det vill säga de levande människornas gemenskap med varandra. Om man ser språkets hemvist som annorlunda än detta och strävar efter att framställa språket som ett sammanhang avskilt från respektive talare är dömt att misslyckas.
Med den potentiella omfattningen menas allt det som någonsin yttrats inom ett bestämt språkområde. Omfattningen sträcker sig från det allra mest triviala till det allra högsta.
Den tredje kategorin är snarare det faktum att ordet talas.
Både språkets förekomst och dess omfattning förutsätter att man tillägnat sig något från historien; här förutsätts emellertid inget annat än människans vilja till kommunikation. Denna vilja förverkligas genom att människor vänder sig till varandra 
Buber menar att det talade ordet har företräde över de andra två. Det grundar han i det faktum att det talade ordet inte stannar hos den som uttalar det utan det försöker få tag i någon som lyssnar. Ja det gör till och med lyssnaren till en talare fast utan ord. Det talade ordet ger sig ut i sfären ”mellan”.
Vidare tar han upp tänkandet som ett slags tal. En del menar att tänkandet är en människas tal med sig själv. 
”Filosofer är hemfallna åt en monologiserande hybris i hela sin tankevärld. Men just denna monologism – ändå väl förtrogen med det existentialistiska men inte med det existentiella – utgör med all sin kraft det största hotet om sönderfall”
Monologen är farlig om man tror att den är fruktbar som ett samtal eller ett tal. Monologen saknar nämligen samtalets ontologiska förutsättning, detta ”det andra”, överraskningsmomentet. Det finns ingen äkta partner.
En människa kan bara i sin tankar som hon reda vet svaret på. Inget nytt kan skapas i monologen eller tänkandet.
Där ett äkta samtal utvecklar sig ur ett ömsesidigt förstående är spänningen alltid fruktbar. Av detta framgår att det är just ordets mångtydighet och inte dess entydighet som konstituerar det levande språket.
Ordets mångtydighet kallar Buber för dess ”aura”.
Denna mångtydighet måste ha existerat redan innan människorna i sin mångfald närmade sig varandra.
Logos består alltså följaktligen av ”ord” och ”mening”
Logos och kosmos är alltså det gemensamma, det verkliga.
Bara den som är vaken kan förnimma logos, genom att vi förnimmer varandra.
I sömnen drar vi oss ur vår gemensamma verklighet, kosmos, som endast delas av de som är vakna. Sömnen har nämligen inga verkliga band till andra. Vi kan drömma om andra men ”den andre” finns ju inte där.
Vidare använder sig Buber av filosofen Herakleitos för att argumentera för vikten av att följa det gemensamma. Han tar upp taoismen och upanishadernas lära.
Taoisten kan sova i 15 timmar och när han vaknar kan han säga att han nu sover. För taoisten är inte det ena viktigare än det andra utan allt är bara den ena eller den andra sidan av samma sak. Här gäller inte logos och kosmos.
Upanishaderna säger att när jag sover så träder jag in i mig själv och endast där kan jag finna fullkomligheten.
Både taoisterna och upanishaderna vill leda människorna ut ur det gemensammas komplikationer och in till avskildhetens frihet.
Detta är en illusion och något ofullständigt då det är det gemensamma som konstituerar människans väsen.
Logos och kosmos hör till det gemensamma och vi måste följa det gemensamma.
”Varje själ har förvisso sitt logos djupt inom sig självt, men logos når inte sin fulländning inom oss utan mellan oss.”
”Endast som vakna, vakna och verksamma tillsammans, tillåter vi allt som sker att framträda som kosmos. Då upplever vi tillsammans, hjälper varandra att uppleva och kompletterar varandra i våra erfarenheter; de levande samverkar med andra levande och alla levande med alla döda. ”Inte som sovande”, säger Herakleitos, ”skall vi handla och tala”. Ty i sömnen härskar skenet, men verkligheten finns bara i vakenheten, närmare bestämt i just den grad som man verkar tillsammans”
Buber använder även ett bra avsnitt till drogen och dess betydelse för illusionen och att det är inte bra då den tar oss ur verkligheten. Där vill man ju inte vara i overkligheten….
Bokens disposition är följande:
- Vad är språket
- Tänkandets otillräcklighet
- Drogens otillräcklighet
- Vikten av att följa det gemensamma

## Skuld och skuldkänsla
Buber behandlar i denna bok precis det som titeln beskriver.
Han inleder med att resonera kring terapeutens roll i patientens skuld. Vi tenderar idag till att behandla patientens skuldkänsla, inte hennes skuld. Tidigt på de akademiska utbildningarna får man lära sig att endast ge sig i kast med det som patienten ber om hjälp med och att allt annat vore att våldföra sig på henne.
Buber frågar om man verkligen inte kan begära mer av en kallad människa än att göra precis det vi säger åt henne. Det ligger ju i själva professionen att gå bortom det som patienten vill för att på så sätt ta henne ett steg vidare i livet. När läkaren finner existentiell ångest i en patient är det läkarens uppgift att lotsa patienten dit. Dock utan att ta henne igenom det för det måste vi som människor klara själva men det är en kallad själsläkares uppgift att ta henne dit.
Vi måste också komma ihåg att i botten av varje skuldkänsla så finns det verklig skuld. Vi människor är alla skyldiga både historiskt och enskilt. Det är av största vikt att det är skulden som behandlas och inte skuldkänslan. Vårat livsutrymme som vi fått och tagit är en del av det mänskliga varat och den del är vi ansvariga för. En relation som kränks innebär i grund och botten att den mänskliga existensens ordning kränks. Ingen annan är den som orsakade skada kan läka den igen. Att hjälpa henne att försöka göra detta kan den som vet om skuldens faktum och som har till uppgift att hjälpa.
Skulden och skuldkänslan existerar i tre sfärer:
1. Juridisk sfär. Här har vi samhällets kontrollapparat till vår hjälp.
2. Samvetets sfär. Detta är terapeutens område.
3. Trons sfär. Här får endast Gud själv finnas.

För att komma till rätta med skuld i våra liv så kan man dela in den andra sfären (samvetets sfär) i ytterligare tre punkter.
- Insikt om sig själv.
- Uthållighet.
- Gottgörande

Terapeuten skall som sagt vara den som lotsar patienten genom detta och fram till eventuell existentiell ångest om sådan finnes. Dock hamnar man då på trons plan. Enligt Buber så upphör allt ansvar för terapeuten där. Han menar att inte ens om terapeut och patient finns i samma trossamfund bör terapeuten ge sig in på detta område. Den sfären rör ingen utom Gud och den enskilde allena.
Vidare talar Buber lite om att känna sig själv. Detta för att påvisa för den hjälpande människan hur viktigt det är. Underskatta aldrig det faktum att det blivit svårare i vår tid att våga vara vaken och orädd i självrannsakan, fast vi anser oss veta mer om oss själva än tidigare. Det är bara när den enskilda människan övervinner sitt inre motstånd som hon kan nå verklig klarhet om sig själv.
Buber har också skrivit: Det onda kan man inte göra helhjärtat, det goda kan man bara göra helhjärtat.”

## Om uppfostran
Denna bok baserar sig på tre föredrag som Buber själv sammanfört.
Det första föredraget  ”Om det pedagogiska” hölls i Heppenheim (Hessen) 1919. Det andra föredraget, ”Bildning och världsåskådning” hölls 1935 vid ”Freies Jüdisches Lehrhaus” i Frankfurt am Main. Det tredje och sista föredraget ”Om karaktärsfostran, hölls 1939 i Tel Aviv på en kongress för de judiska lärarna i Brittiska Palestinamandatet.
Skapande betyder ursprungligen ingenting än en gudoms anropande av ett väsen i icke-varat. Buber menar att då vi människor ”skapar” så gestaltar vi blott. Detta är viktigt då vi talar vidare om den så kallade upphovsmannadriften. Buber är fast övertygad om att sysselsättnings- eller verksamhetsdriften inte existerar. Ett barn vill tillverka eller förstöra, beröra eller slå, etcetera, men aldrig ”sysselsätta sig”. Vad det kommer an på är att genom den intensivt kända egna handlingen uppstår något som tidigare, ögonblicket innan, inte har funnits.
Det är viktigt att känna igen upphovsmannadriften och inse att den inte kan härledas ur någon annan drift. Om man som den moderna psykologin har en tendens att göra härleder den till libido eller annat ”urelement” så generaliserar man egentligen bara från bestämda degenerationstillstånd.
Buber menar att det utslagsgivande inte är frigörandet av en drift utan de krafter som möter upp när denna drift väl är frigjord.  En uppfostran som tar sikte enbart på att utveckla upphovsmannadriften skulle lägga grunden till en ny, synnerligen smärtsam isolering. Detta beroende på att i den stund man hänger sig åt upphovsmannadriften så själen upp i sitt verk och då är man i den stunden sysselsatt med ett genmäle till världen men är inte längre i möte med den. Man kan inte genom sitt verk träda i ömsesidig relation. Pedagogen är tvingad att vinna förbundenhet med sin elev för att uppfostran skall kunna äga rum.
Buber behandlar vidare i boken frågor såsom hur man kan undervisa objektivt, hur man kan vara ”förbunden” med sina elever i stora klasser, hur man kan vara förbunden med sina elever utan att riskera att missbruka situationen.
Klart är att Buber anser att pedagogen har ett ansvar utöver den terminologi som vi generellt idag har. Ett ansvar och ett kall. Dessa två ord är förutsättningar för att klara av att föra en dialog med buberianska termer och faktiskt den enda vägen till att förstå Bubers tankar på just det här området.
Boken är såväl högintressant som högaktuell i det svenska samhällets trätan över pedagogens plats i den svenska skolan.

## Människan och hennes bildkonst
Buber hävdar att vi lever i en tid som fullkomligt överöser oss med bilder och mediala rörelser. Mycket av det som vi konsumerar är aningslöst producerat och därför finns behovet, enligt Buber, av böcker utan bilder. Dessa böcker skall ta sig an frågan om konstens mening och konstnärens uppgift.
Buber tar sitt avstamp i att via olika former av resonemang konstatera att människan inte skapar något. Endast Gud kan skapa och vi kan endast återge det som vi i vår sinnevärld uppfattar. Buber tror att konstnären är en person som längtar efter att komma livet närmare och som i sin konst illustrerar särdrag ur varat. Detta i syfte att försöka förstå och komma närmare. Konstnären är den människa som i stället för att objektifiera det hon står inför, genom att göra det till föremål, gestaltar det till bild. (s.48)
I och med fulländningen finner vi ursprunget. En fri tolkning av föregående mening torde vara att människans behov till kreativa uttryck härstammar i hennes behov av rötter och ursprung. En förståelse helt enkelt av sin egen sinnevärld.
Sinnevärlden uppkommer i varats umgänge med varat (s.41). Varseblivningen uttrycker ett dialogiskt förhållande.  
Konsten är alltså enligt Buber ett uttryck för människans säregenhet.

## Kritik
I boken "Levinas and Buber: Dialogue and Difference" tar flera olika författare upp Bubers verk och ställer dem emot Emmanuel Levinas verk. Båda två har haft stor betydelse för det judiska tänkandet. Buber hävdar att det äkta mötet är ömsesidigt och att båda parter behöver mötas. Dock indikerar Buber i sina verk vid ett flertal tillfällen (Människan och hennes bildkonst, Jag och Du) att individen kan ha detta förhållande till sin omvärld i stort. Buber ger ingen bra förklaring till hur man kan ha ett äkta möte med ett dött ting.